# Estoy que me muero...
Estoy que me muero... es el séptimo disco oficial de Congreso, editado y grabado por Alerce en 1986. Este disco marca la vuelta a la lírica y al formato canción, debido a la reincorporación de Francisco Sazo.

## Historia
Congreso, luego de presentar su disco Pájaros de Arcilla, a lo largo de 1984, Ernesto Holman abandona el grupo, pues se radica en Estados Unidos. Provisionalmente, un desconocido bajista asume con el rol de Holman, Carlos Gana.
En 1985, el grupo se encuentra dando una serie de conciertos debido a sus 15 años, donde se destaca la celebración "oficial" en el Teatro Cariola, en dónde Hugo Pirovic (hasta ese entonces, vocalista), invita al escenario a Francisco Sazo, quien había vuelto de su posgrado en Bélgica, para cantar Maestranzas de Noche. A lo largo de ese año, Sazo reingresa de forma natural al grupo. 
Llega 1986, Carlos Gana y Aníbal Correa abandonan el grupo por diversos motivos, a lo que se integra en su reemplazo: Jorge Campos en bajo eléctrico y contrabajo; y en piano y teclados, Jaime Vivanco, Ambos miembros de Fulano, un grupo de jazz rock, muy conocido en la escena Underground de fines de los años 1980.
En octubre del mismo año, graban esta placa, obteniendo muy buenas críticas, y logrando una alta rotación radial del tema "Calipso intenso, casi azul".

## Música y lírica
Congreso, en este disco vuelve al formato canción justamente durante el auge del rock latino, gracias a los textos de Sazo y la música de Tilo.
La temática del álbum, se refiere al paso de un navegante africano Marcelo Nkwambe por Chile entre 1906 y 1908, y las impresiones que tiene del Chile de ese entonces. Evidentemente, la historia es ficticia, y Nkwambe jamás existió, aunque (como dato curioso), hubo gente que afirmaba haber leído datos sobre el navegante.
De estas cartas, o impresiones sobre Chile, se desprenden canciones como "La isla del tesoro", "Canción de Nkwambe", "Calipso intenso, casi azul", "Nocturno" e "Impresiones de agosto", que hacía una mención clara a la dictadura.
En lo musical, destaca la incorporación de secuencias y el desempeño de Jaime Vivanco en los teclados. Este disco muestra una búsqueda musical diferente, más arraigada en la música de los 80, con mensajes más directos y dejando momentáneamente de lado el formato de rock progresivo y jazz fusión de las canciones de discos anteriores. No obstante el desarrollo musical es pleno y muy cuidado, menos improvisado o visceral y más compacto. Los temas intentan envolver al oyente, llevarlo rápidamente al contenido. La estructura musical que ronda el minimalismo se exige al máximo y cada secuencia instrumental consigue evocar sentimientos con claridad. Se destaca "Canción de Nkwambe" como un sobrecogedor cuadro que nos recuerda los años oscuros del injusto presidio, el sufrimiento del abandonado o simplemente del exiliado. "Calipso intenso casi azul" es un excelente tema rítmico que se vuelve lúdico para los asistentes a los conciertos. Congreso se revitaliza en esta obra.

## Lista de canciones
1. La isla del tesoro.
2. Súbete a la vereda.
3. Niño.
4. Canción de Nkwambe.
5. Calipso intenso, casi azul.
6. Estoy que me muero...
7. Impresiones de agosto.
8. Nocturno.

- Textos: Francisco Sazo
- Música: Sergio "Tilo" González

## Integrantes
- Francisco Sazo: voz, textos
- Hugo Pirovic: flauta traversa, voz.
- Jaime Atenas: saxo soprano, tenor, clarinete flauta traversa.
- Ricardo Vivanco: marimba, cueros, accesorios.
- Fernando González: guitarra eléctrica.
- Jaime Vivanco: piano acústico, teclados.
- Patricio González: violoncelo, charango.
- Jorge Campos: bajo eléctrico, contrabajo.
- Sergio "Tilo" González: composición, batería.
- Mariela González: voz femenina invitada.